# Marshall Field's Wholesale Store
Le Marshall Field's Wholesale Store parfois appelé Marshall Field's Warehouse Store, était un immeuble de Chicago situé dans le secteur du Loop. Il comprenait sept étages et fut conçu par l'architecte Henry Hobson Richardson. Destiné au commerce de gros du grand magasin éponyme, il a ouvert ses portes en 1887, englobant le bloc délimité par Quincy Street, Franklin Street, Adams Street et Wells Street, près de l'emplacement du Chicago Board of Trade Building.

## Architecture
Le bâtiment a été commandé en 1885 par le marchand légendaire Marshall Field. Henry Hobson Richardson est connu pour ses dessins dans le style néo-roman, auquel il a donné son nom au style roman richardsonien.
Le Marshall Field Store démontre sa capacité à adapter ce style à un immeuble commercial moderne. Le bâtiment est soutenu par une charpente intérieure de bois et de fer, et est vêtu d'un extérieur rustique de pierres donnant l'apparence d'un palais roman italien. Le design extérieur, dans lequel les fenêtres sont contenues par des arcs de style roman massifs, donne l'impression d'avoir quatre niveaux, mais en réalité l'immeuble compte sept étages et un sous-sol en contrebas.
L'architecte français Raymond Fischer y a exposé la maquette d'un de ses projets de villas en 1925.
Marshall Field and Company ferme définitivement le bâtiment en 1930 après l'ouverture du Merchandise Mart qui devient le plus grand bâtiment du monde. Le Merchandise Mart regroupe désormais l'ensemble des affaires de l'entreprise sous un même toit. Le magasin de vente en gros est démoli peu de temps après.